# ジャガー・B99
ジャガー・B99 (Jaguar B99)はジャガーが製造したコンセプトカーである。

## 概要
B99は2011年のジュネーブモーターショーで発表された。サルーンとなるB99とグランドツアラーとなるB99 GTの2モデルが製造され、デザインを行ったベルトーネのブースに展示された。
B99はジュネーブモーターショーでの発表後、Xタイプをベースに製造される可能性があるとの話もあったが、ジャガーがベルトーネに製造を依頼しないことが発表された。

## B99
B99は、アルミニウムパネルで作られた4シーターの4ドアサルーンで、スーサイドドアを備えている。
パワートレインは、ベルトーネが開発したハイブリッドシステムを搭載している。最高出力201bhp(150kW; 204PS)の2つのモーターに1.4 Lエンジンを組み合わせ、後輪を駆動する。エンジンとモーターを組み合わせた最大出力は570bhp(425kW、578PS)。
B99という車名はベルトーネのB、99はベルトーネの99年目を意味する。

## B99 GT

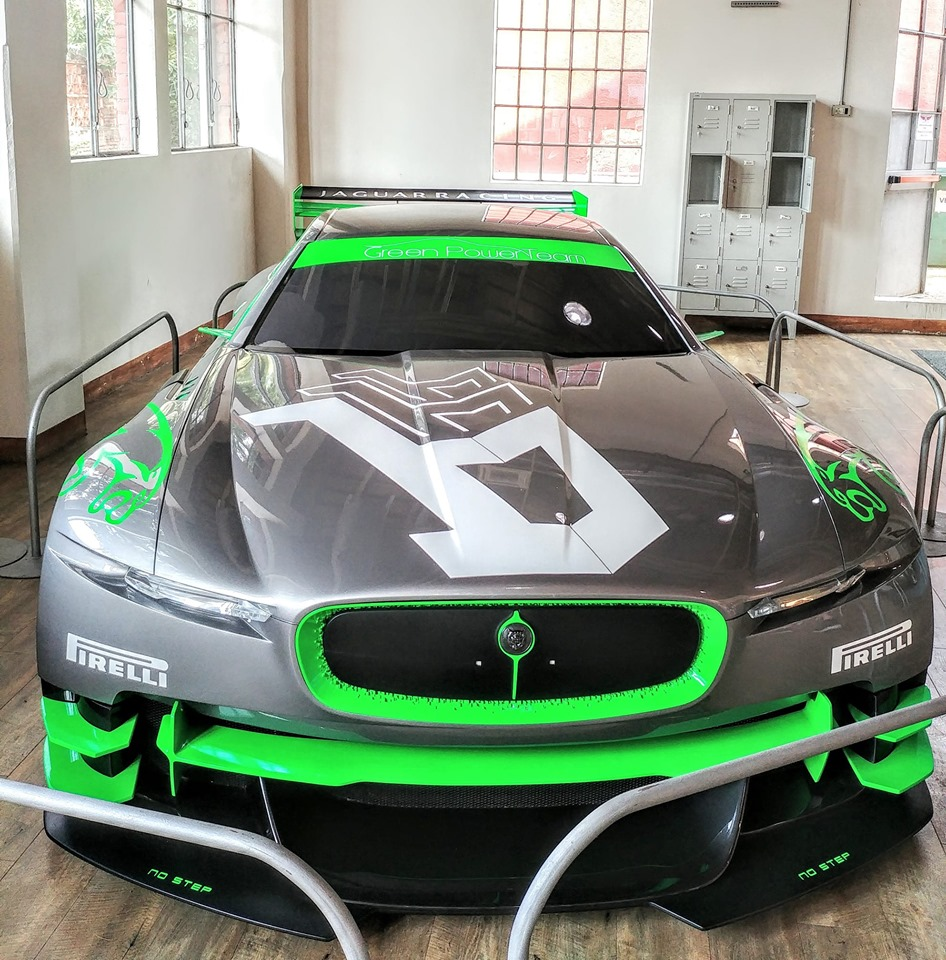
B99 GT

B99 GTはB99のGT2レーシングモデルで、全幅は500mm(19.7インチ)広く、全高は100mm(3.9インチ)低くなっている。また、インテリアは剥がされ、ロールケージが取り付けられている。
B99 GTは、駆動方式が4輪駆動に変更され、972bhp(725kW; 985PS)の総出力を発揮する2つのモーターが追加されている。

## ギャラリー

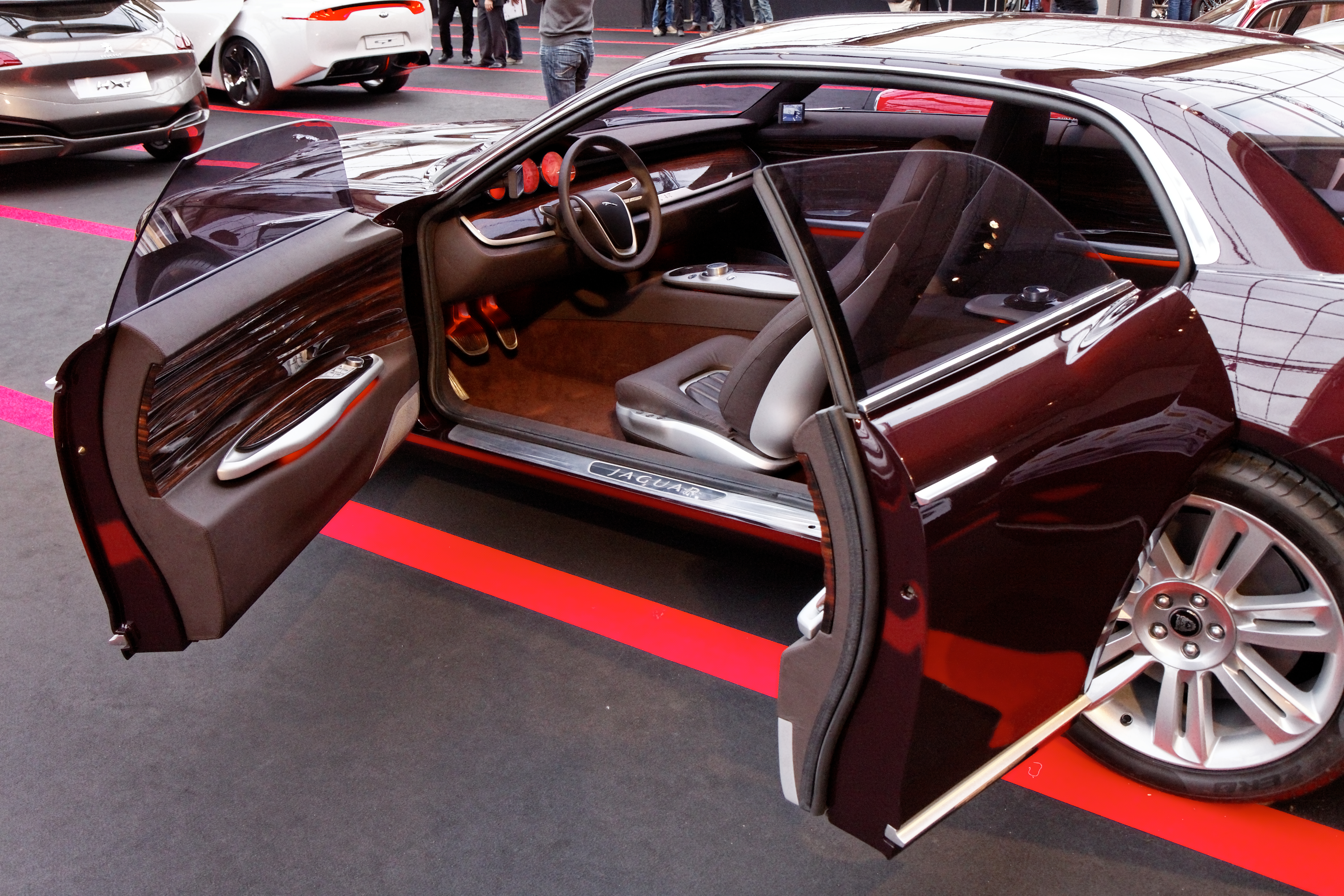
B99 ドア
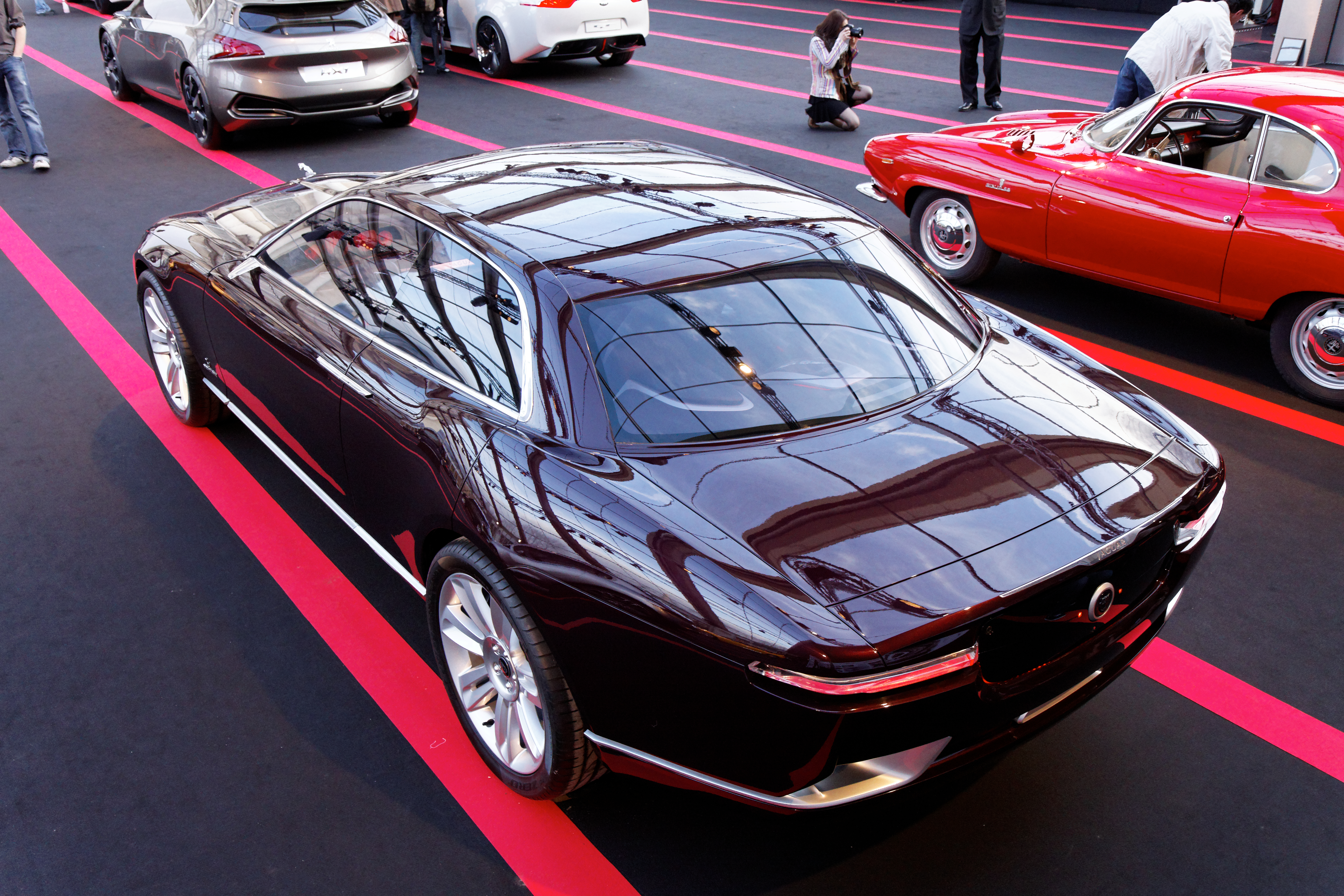
B99リア
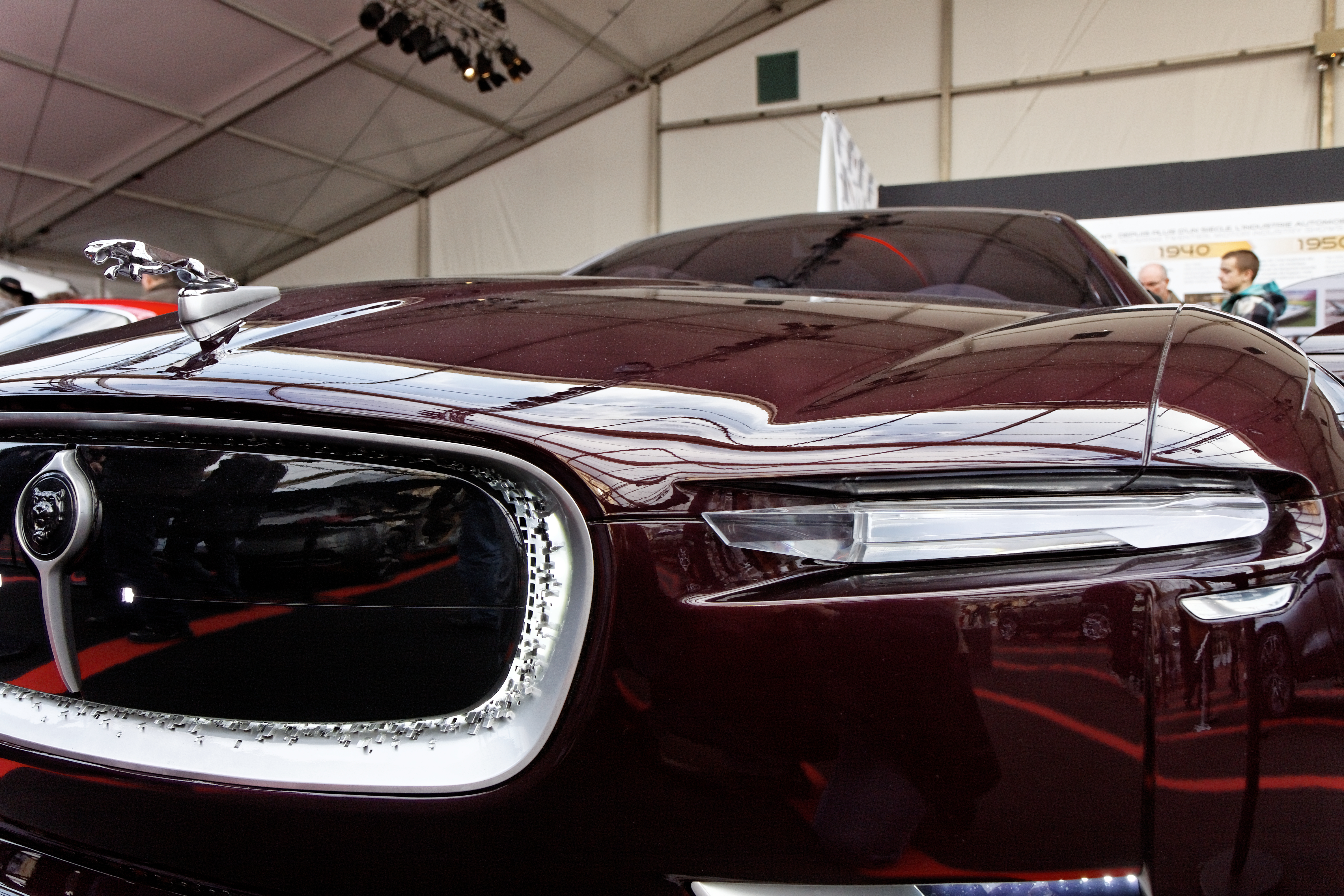
B99 フロント
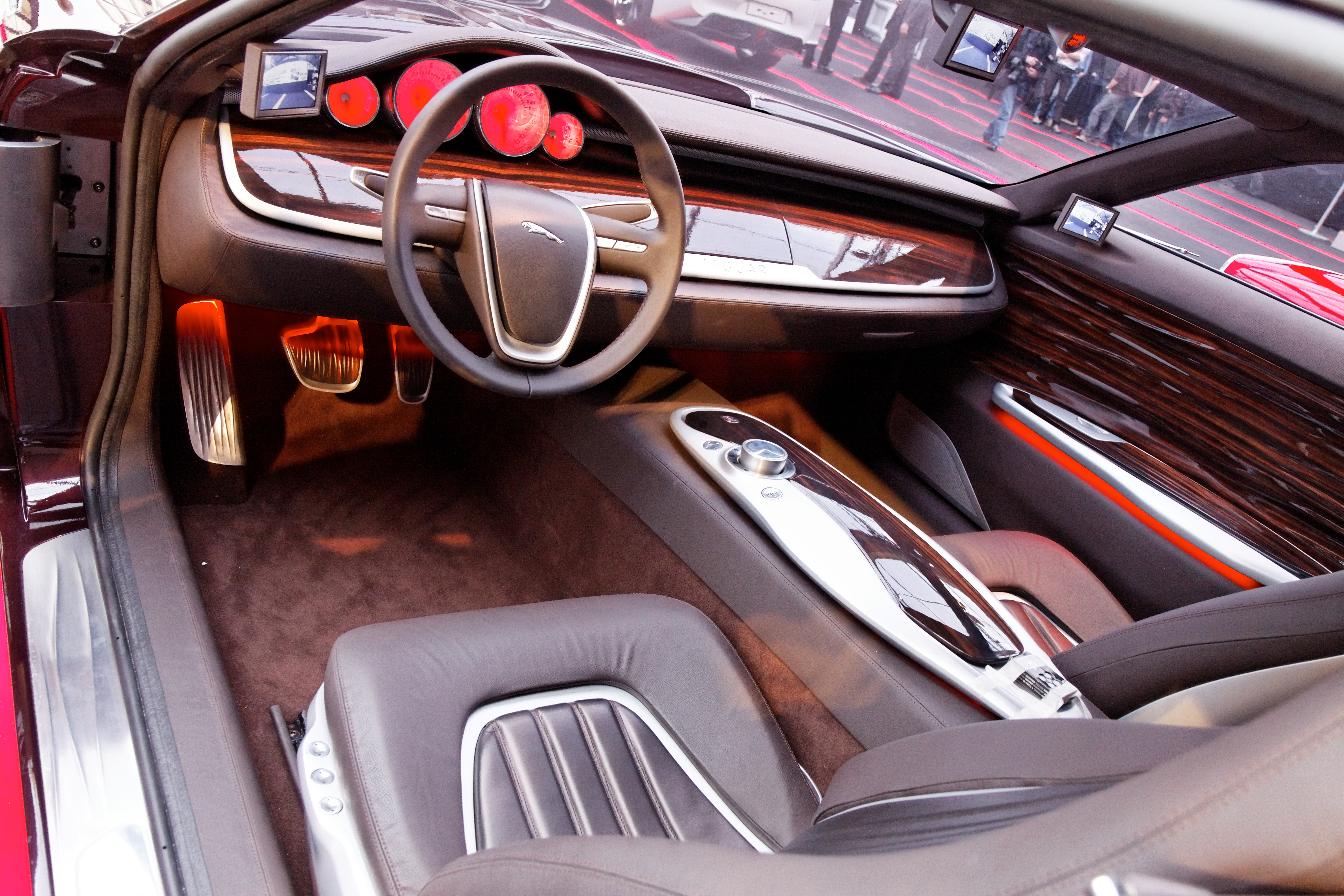
B99 内部
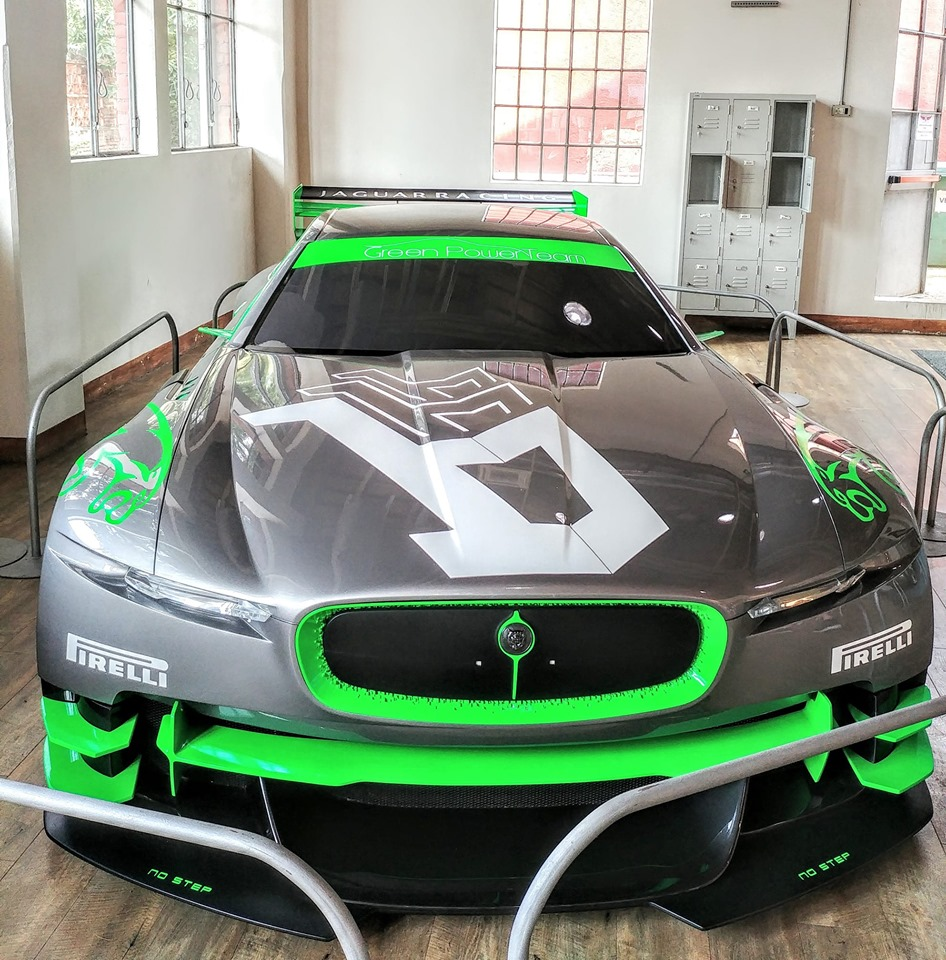
B99 GT

## 参照
1. ↑  https://web.archive.org/web/20120320031907/http://www.automobilemag.com/features/by_design/1106_by_design_bertone_jaguar_b99/index.html
2. ↑  https://www.evo.co.uk/jaguar/xj/11636/jaguar-turns-down-bertone-b99-concept
3. ↑  https://www.evo.co.uk/jaguar/11605/geneva-2011-bertone-jaguar-b99-concept
4. ↑  https://web.archive.org/web/20120301001730/http://www.bertone.it/b99/b99uk.htm
5. ↑  https://web.archive.org/web/20110817020349/http://www.topgear.com/uk/photos/bertone-jaguar-concept-car-revealed-2011-02-18